# 沙尔克蒙
沙尔克蒙（法語：Charquemont，法語發音：[ʃaʁkəmɔ̃]）是法国杜省的一个市镇，位于该省东部，属于蒙贝利亚尔区。

## 地理
沙尔克蒙（47°12'51"N, 6°49'18"E）面积21.44 平方千米，位于法国勃艮第-弗朗什-孔泰大區杜省，该省份为法国东部内陆省份，北起上索恩省，西接汝拉省，东部及东南部与瑞士接壤，东北部与贝尔福地区省接壤。
与沙尔克蒙接壤的市镇（或旧市镇、城区）包括：塞尔奈莱格利斯、沙尔莫维莱尔、当普里沙尔、迈什。

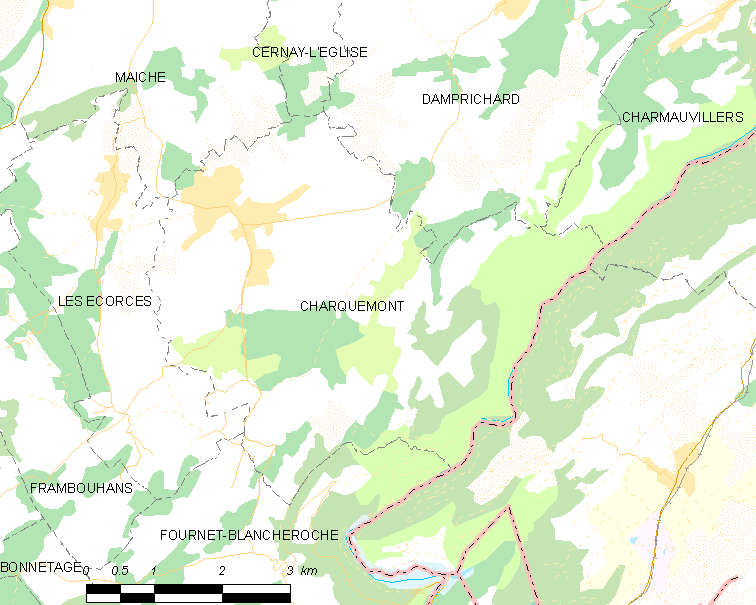
沙尔克蒙的OSM定位图

沙尔克蒙的时区为UTC+01:00、UTC+02:00（夏令时）。

## 行政
沙尔克蒙的邮政编码为25140，INSEE市镇编码为25127。

## 政治
沙尔克蒙所属的省级选区为迈什县。

## 人口

1962-2008年间沙尔克蒙人口变化图示

沙尔克蒙于2022年1月1日时的人口数量为2867人。

## 交通
杜省省道D201线、D414线和D464线在境内交汇。